# Montserrat (montagne)
Pour les articles homonymes, voir Montserrat.
Montserrat est un massif montagneux en Catalogne, culminant à 1 236 mètres d'altitude au pic de Sant Jeroni (« saint Jérôme »). Très important dans la représentation symbolique des Catalans, il abrite en son sein l'abbaye bénédictine de Santa Maria de Montserrat consacrée à la Vierge de Montserrat.

## Toponymie
Son nom peut se traduire par montagne (mont) en dents de scie (serrat) qui vient des rochers ruiniformes de la montagne. Montserrat est aussi devenu un prénom féminin très courant dans les Pays catalans, abrégé de diverses manières Món, Montse, Muntsa, Serrat ou Rat.

## Géographie

### Situation
Montserrat se situe à 50 km de Barcelone en Catalogne. Ce massif isolé est partagé entre les comarques de Bages, d'Anoia et du Baix Llobregat

### Topographie
C'est un massif formé de cônes arrondis s'élève brusquement à l'ouest de la rivière Llobregat et atteint 1 236 m au sommet du Sant Jeroni autour duquel se déploie un univers de tours, aiguilles et bolas, sommets circulaires dont la circonférence se rétrécit à leur sommet. Les autres sommets importants du Montserrat sont le Cavall Bernat, les Agulles, le Serrat del Moro, le Montgròs, Sant Joan et la Palomera.
L'axe principal de ce massif d'environ 18 km de circonférence est orienté WNW/ESE.

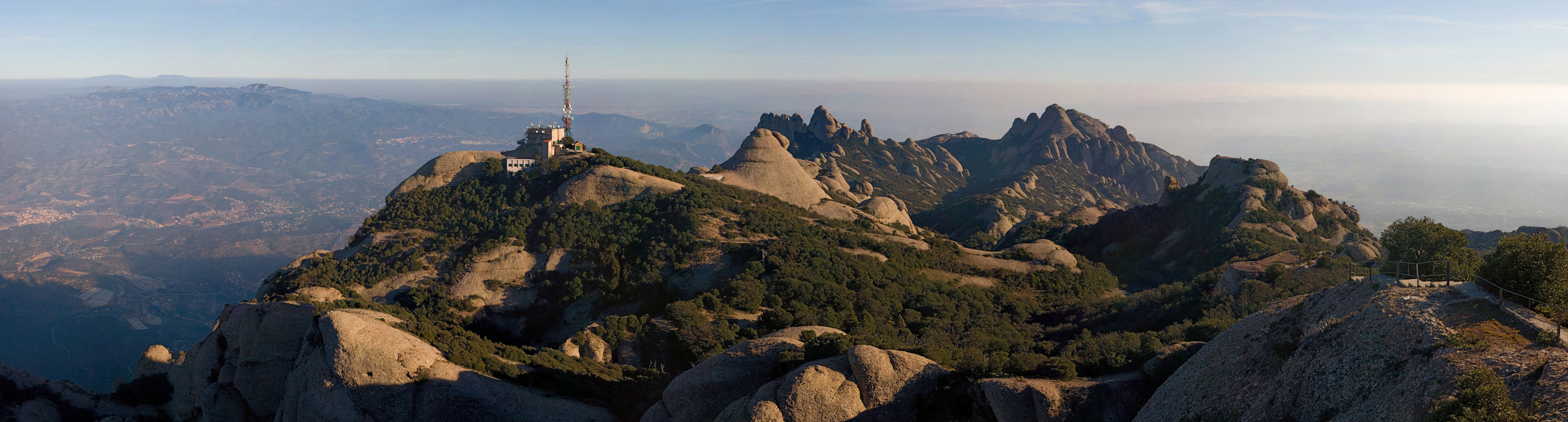
Vue générale du massif de Montserrat.

### Géologie

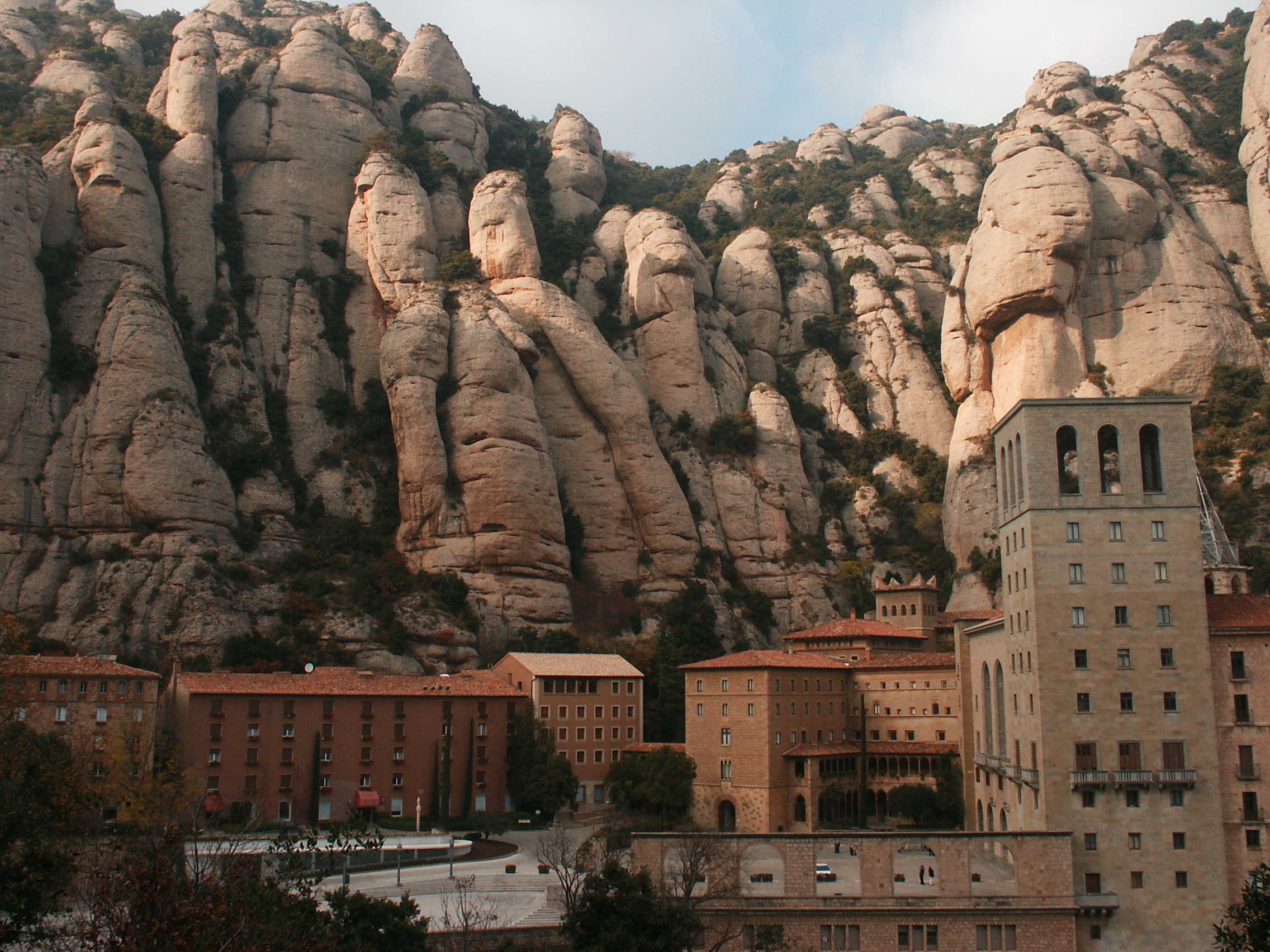
Le monastère de Montserrat, en arrière-plan les formations géologiques digitées typique de Montserrat.

À l'Éocène supérieur et à l'Oligocène inférieur, il y a eu dans la région de grandes quantités de dépôts sédimentaires continentaux, comme le montrent les fossiles, essentiellement de nature lacustre ou fluviatile. La zone de Montserrat devait se trouver au niveau d'un fleuve, car il y a eu un très important dépôt de rudites (galets, graviers), ce qui sous-entend un courant suffisamment fort pour les transporter. Par la suite, des phénomènes de diagenèse ont cimenté ces rudites grâce à un ciment calcaire plus ou moins argileux, les transformant peu à peu en poudingue.
La montagne de Monserrat, fond de mer née il y a cinquante millions d'années des alluvions d'un fleuve, puis exhaussé par le plissement des Pyrénées proches, est un caprice de l'érosion.
Il y a 25 millions d'années, l'érosion commence. Elle est facilitée par une série de failles tectoniques verticales, et commence à dégager la roche à ciment dur et calcaire de la roche à ciment plus argileux et donc plus altérable. Au fil des millénaires, les mouvements tectoniques, les changements climatiques et l'érosion ont fini par modeler un relief abrupt, composé de parois hautes parfois de 350 m et de blocs arrondis formés d'un poudingue caractérisé par la dimension très variable de ses galets et par son ciment calcaire extrêmement dur. Dans ses entrailles la décomposition chimique a façonné nombre de grottes et d'avens dans le calcaire.

### Faune et flore

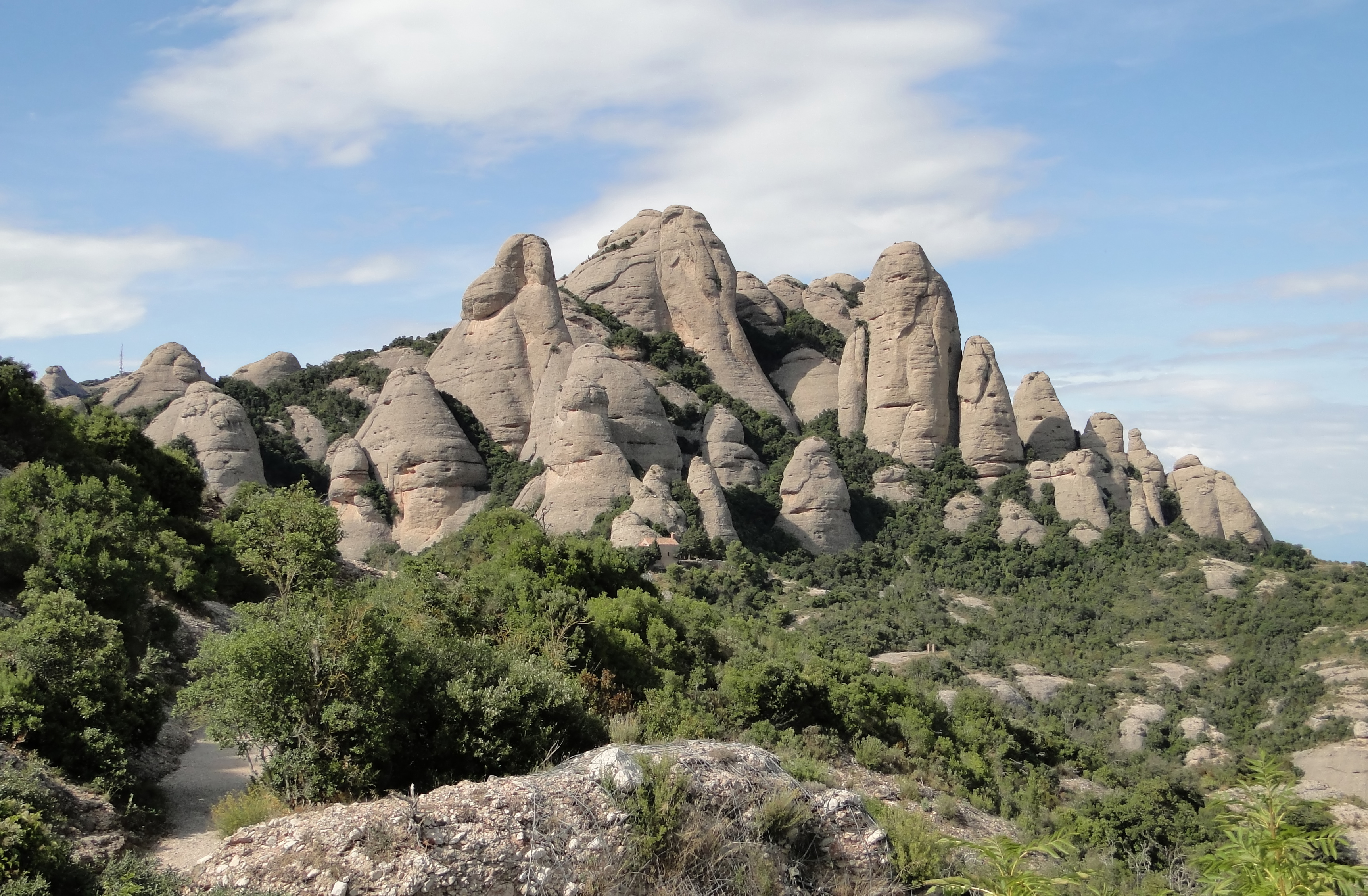
Paysage du massif de Montserrat.

La forêt méditerranéenne est le type de végétation prédominant à Montserrat avec notamment la présence de chênes verts. Le massif comprend plus de 1 200 espèces végétales, dont le pin, l'érable, le tilleul, le noisetier, le houx, le buis et l'if.
En ce qui concerne la faune, sont présents plusieurs types d'oiseaux tels que le martinet à ventre blanc, l'hirondelle de rochers, le tichodrome échelette, le pigeon ramier, la grive, le merle, le roitelet et la fauvette. Parmi les mammifères, on trouve des écureuils, des chauve-souris, des genettes, des fouines, des sangliers ainsi que des chèvres sauvages. Les loups ont peu à peu disparu du massif de Montserrat, entre autres à cause de la pression humaine. En 1995, des bouquetins originaires des Ports de Beseit ont été introduits dans le parc naturels, avec succès.

## Histoire
Des vestiges préhistoriques ont été retrouvés dans plusieurs grottes autrefois habitées. Les grottes les plus significatives sont la Cove Gran et la Cove Freda où des poteries de l'époque néolithique ont été retrouvées, ainsi que des outils en silex, des ossements et des sépulcres avec leur trousseau funéraire.
Tous les sommets ont été conquis en général par des grimpeurs catalans et souvent en escalade artificielle entre 1920 et 1950. En 1922, Lluis Estasen gravit los Ecos. En 1935, les trois sommets problématiques du Cavall Bernat, de la Momia et du Trencabarrals sont gravis pour la première fois. En 1936, c'est le tour d'El Cilindre et d'El Lloro. En 1948, la paroi de Sant Jeroni, haute de 350 m, est escaladée après de nombreuses tentatives par Juan Camp, Jose Alaix, Jaime Camarasa, Luis Corominas, Francisco Gual et Florentino Izquierdo.
Depuis 1987, le parc naturel de Montserrat a été créé pour protéger un environnement naturel et un patrimoine privilégiés, et l'une des montagnes les plus symboliques pour les Catalans.

## Activités

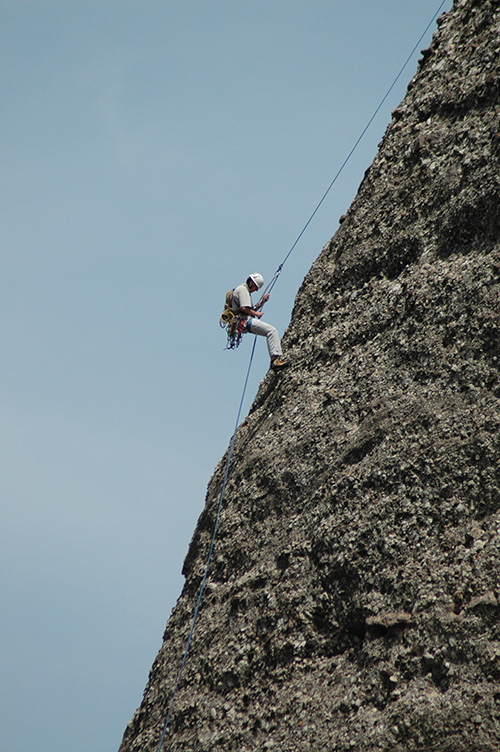
Montserrat, paradis des grimpeurs.

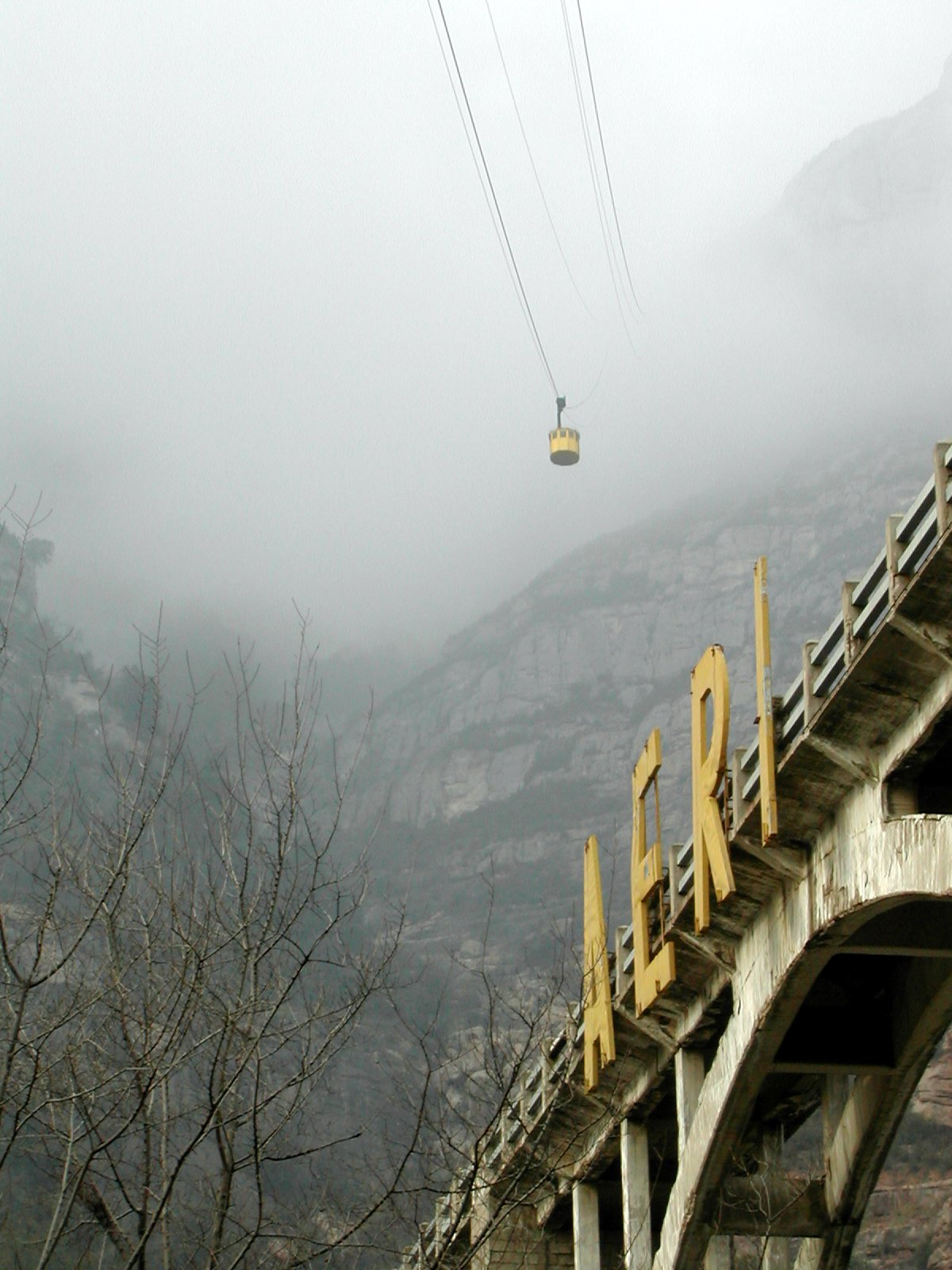
Le téléphérique de Montserrat.

### Escalade et randonnée
Avec plus de 5 000 voies d'escalade recouvrant la majorité de ses parois, Montserrat est l'un des endroits plus populaires pour les grimpeurs catalans. On peut y trouver toute sorte de voies et de styles d'escalade : voies d'escalade sportive (jusqu'au 8c), blocs, voies à plusieurs longueurs, voies en terrain d'aventure et voies d'escalade artificielle (dont la première voie A5 de toute l'Espagne). Quelques secteurs très réputés sont le Cavall Bernat, Diables ou la Paret de l'Aeri, dans la face nord, Agulles dans l'extrême nord-ouest, ou Gorros près du monastère. Une autre activité habituelle est la randonnée, activité plaisante en raison de la grande variété de petits chemins et à la beauté des paysages, mais un peu risquée étant donné la difficulté des tracés. La via ferrata Canal de las Damas (niveau de difficulté : TD) est actuellement la via ferrata la plus connue de ce massif.

### Accès et transports
On peut accéder au monastère par la route depuis Monistrol de Montserrat (accès payant), Sant Salvador de Guardiola et Bruc. On peut aussi y accéder depuis Monistrol par un téléphérique ou par un train à crémaillère des Chemins de Fer de la Généralité de Catalogne qui amènent jusqu'au monastère. De là on peut rejoindre la sainte grotte et San Joan par deux funiculaires. Le départ de la crémaillère de Monistrol et du téléphérique sont accessibles depuis Barcelone par les trains de la FGC.

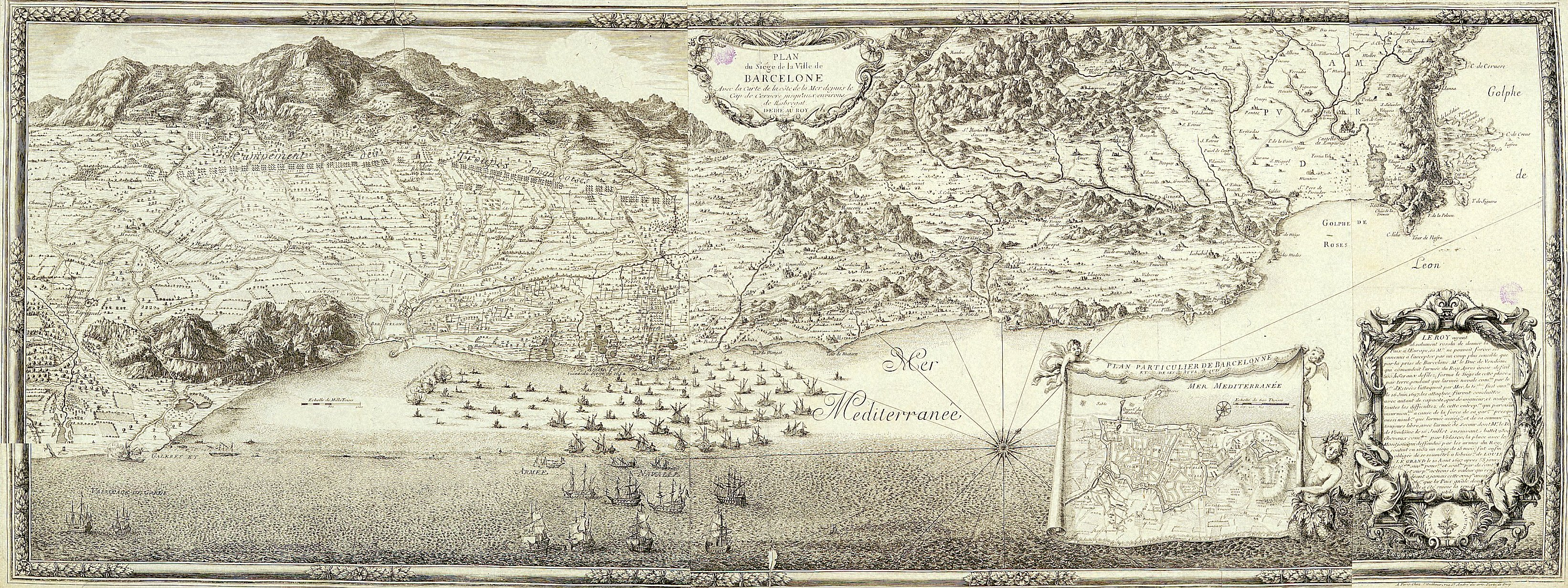
Le Montserrat sur une carte de Barcelonne (1698).

## Le Montserrat dans la culture
En 1587, Cristóbal de Virués écrit le poème Le Monserrat qui raconte la légende de la création du monastère de Montserrat (qui diffère très largement de la légende officielle). Ce poème est reconnu par Miguel de Cervantes comme étant « [l'un d]es meilleurs qu'on ait écrits en vers héroïques dans la langue espagnole ».